# قزل‌بلاغ (شهرستان قره‌کولجه)
قزل‌بلاغ (به لاتین: Kyzyl-Bulak) یک روستا در قرقیزستان است که در شهرستان قره‌کولجه واقع شده‌است. قزل‌بلاغ ۵۱۹ نفر جمعیت دارد.